# Jack Kennard, Coward
Jack Kennard, Coward è un cortometraggio muto del 1915 diretto da Charles M. Seay.
La sceneggiatura del film si deve a William M. Marston, l'inventore della macchina della verità che è noto anche come il creatore del personaggio di Wonder Woman.

## Trama
Jack Kennard, studente universitario, è tacciato dai suoi compagni di college di essere un vigliacco perché non vuole giocare nella squadra di football.

## Produzione
Il film fu prodotto dalla Edison Company.

## Distribuzione
Distribuito dalla General Film Company, il film - un cortometraggio in una bobina - uscì nelle sale cinematografiche USA il 5 maggio 1915.